# Harvey County
Harvey County ist ein County im Bundesstaat Kansas der Vereinigten Staaten. Der Verwaltungssitz (County Seat) ist Newton. Das U.S. Census Bureau hat bei der Volkszählung 2020 eine Einwohnerzahl von 34.024 ermittelt.

## Geographie
Das County liegt etwas südöstlich des geographischen Zentrums von Kansas und hat eine Fläche von 1400 Quadratkilometern, wovon drei Quadratkilometer Wasserfläche sind. Es grenzt im Uhrzeigersinn an folgende Countys: Marion County, Butler County, Sedgwick County, Reno County und McPherson County.

## Geschichte
Harvey County wurde am 29. Februar 1872 aus Teilen des Marion County, McPherson County und des Sedgwick County gebildet. Benannt wurde es nach James M. Harvey, einem US-amerikanischen Politiker und Gouverneur von Kansas.
Im Harvey County liegt eine National Historic Landmark, die Warkentin Farm. Insgesamt sind 21 Bauwerke und Stätten des Countys im National Register of Historic Places eingetragen (Stand 30. August 2017).

## Demografische Daten

Alterspyramide des Harvey County

Nach der Volkszählung im Jahr 2000 lebten im Harvey County 32.869 Menschen in 12.581 Haushalten und 8932 Familien im Harvey County. Die Bevölkerungsdichte betrug 24 Einwohner pro Quadratkilometer. Ethnisch betrachtet setzte sich die Bevölkerung zusammen aus 91,04 Prozent Weißen, 1,59 Prozent Afroamerikanern, 0,52 Prozent amerikanischen Ureinwohnern, 0,52 Prozent Asiaten, 0,03 Prozent Bewohnern aus dem pazifischen Inselraum und 4,17 Prozent aus anderen ethnischen Gruppen; 2,14 Prozent stammten von zwei oder mehr Ethnien ab. 7,97 Prozent der Bevölkerung waren spanischer oder lateinamerikanischer Abstammung.
Von den 12.581 Haushalten hatten 32,8 Prozent Kinder unter 18 Jahren, die mit ihnen gemeinsam lebten. 60,2 Prozent waren verheiratete, zusammenlebende Paare, 7,7 Prozent waren allein erziehende Mütter und 29,0 Prozent waren keine Familien. 25,8 Prozent aller Haushalte waren Singlehaushalte und in 11,6 Prozent lebten Menschen mit 65 Jahren oder darüber. Die Durchschnittshaushaltsgröße betrug 2,50 und die durchschnittliche Familiengröße betrug 3,00 Personen.
26,0 Prozent der Bevölkerung waren unter 18 Jahre alt. 9,1 Prozent zwischen 18 und 24 Jahre, 26,5 Prozent zwischen 25 und 44 Jahre, 21,6 Prozent zwischen 45 und 64 Jahre und 16,8 Prozent waren 65 Jahre alt oder älter. Das Durchschnittsalter betrug 38 Jahre. Auf 100 weibliche Personen kamen 94,5 männliche Personen. Auf 100 erwachsene Frauen ab 18 Jahren kamen 91,6 Männer.
Das jährliche Durchschnittseinkommen eines Haushalts betrug 40.907 USD, das Durchschnittseinkommen einer Familie betrug 48.793 USD. Männer hatten ein Durchschnittseinkommen von 35.037 USD, Frauen 22.492 USD. Das Prokopfeinkommen betrug 18.715 USD.
4,2 Prozent der Familien und 6,4 Prozent der Bevölkerung lebten unterhalb der Armutsgrenze.

## Orte im County
- Alta Mills
- Annelly
- Burrton
- Halstead
- Hesston
- McGraw
- McLains
- Newton
- North Newton
- Patterson
- Paxton
- Putnam
- Sand Creek
- Sedgwick
- Van Arsdale
- Walton
- Zimmerdale

Townships
- Alta Township
- Burrton Township
- Darlington Township
- Emma Township
- Garden Township
- Halstead Township
- Highland Township
- Lake Township
- Lakin Township
- Macon Township
- Newton Township
- Pleasant Township
- Richland Township
- Sedgwick Township
- Walton Township